# Trollkäringeskogens naturreservat
Trollkäringeskogens naturreservat är ett naturreservat i Finspångs kommun i Östergötlands län.
Området är naturskyddat sedan 2023 och är 61 hektar stort. Reservatet ligger mellan sjöarna Bleklången och Lilla Skiren och består av gammal och varierad barrblandskog med flera blöta partier.